# Rot ist mein Name

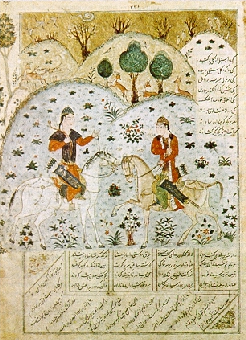
Szenen aus dem Epos Chosrau und Schirin des persischen Dichters Nezāmi waren bei den persischen Miniaturmalern beliebte Vorlagen. In Pamuks Roman begleitet die Begegnung der mit den türkischen Namen Hüsrev und Şirin benannten Liebenden leitmotivisch die Kara-Şeküre-Handlung.

Rot ist mein Name (türkische Originalausgabe: Benim Adım Kırmızı) ist ein 1998 veröffentlichter Roman von Orhan Pamuk. Die deutsche Übersetzung von Ingrid Iren erschien 2001 bei Hanser.

## Inhalt

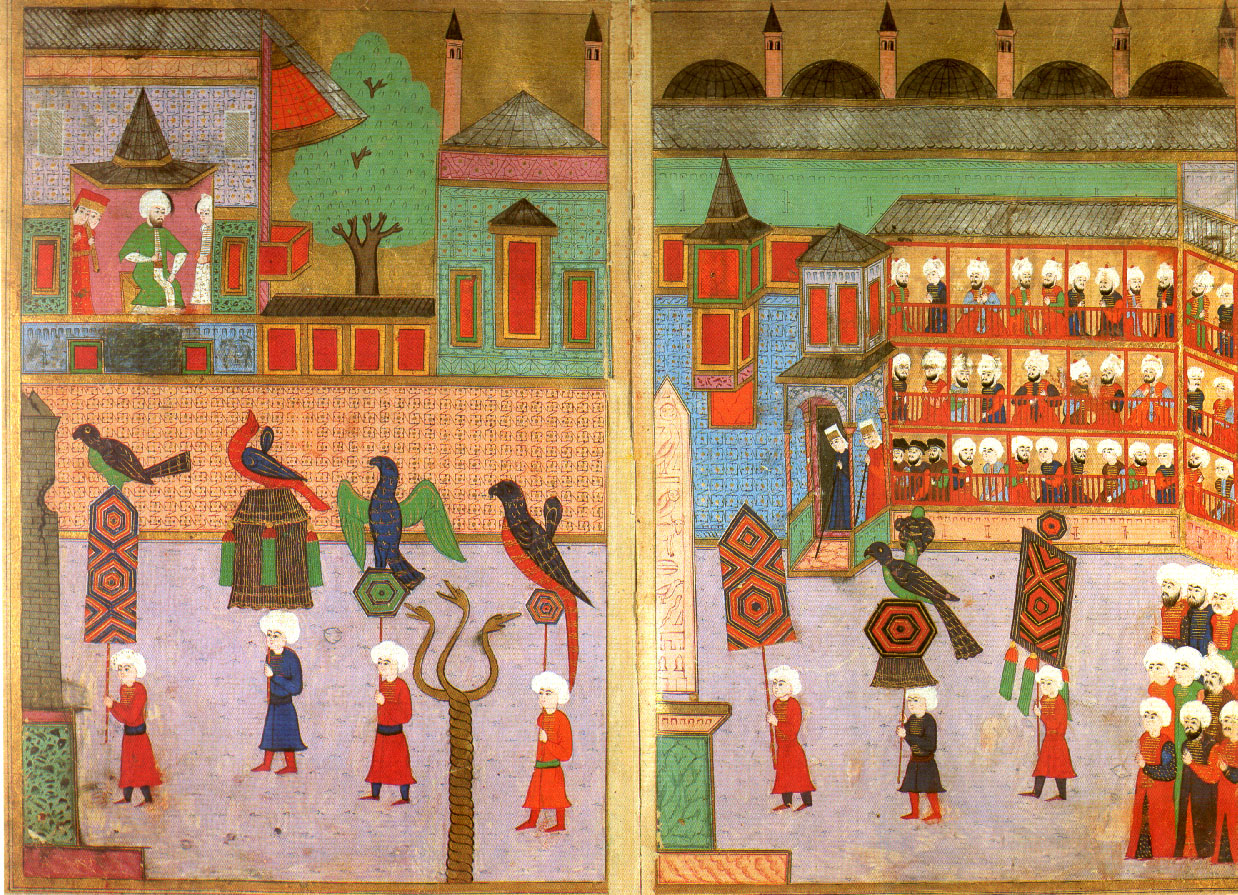
„Auf diese Weise bekam ich voller Freude zum erstmal die legendenumwobenen Seiten aus dem Buch der Feste zu sehen, das die Feierlichkeiten zur Beschneidung der Söhne unseres Padischahs schildert.“ (S. 82)

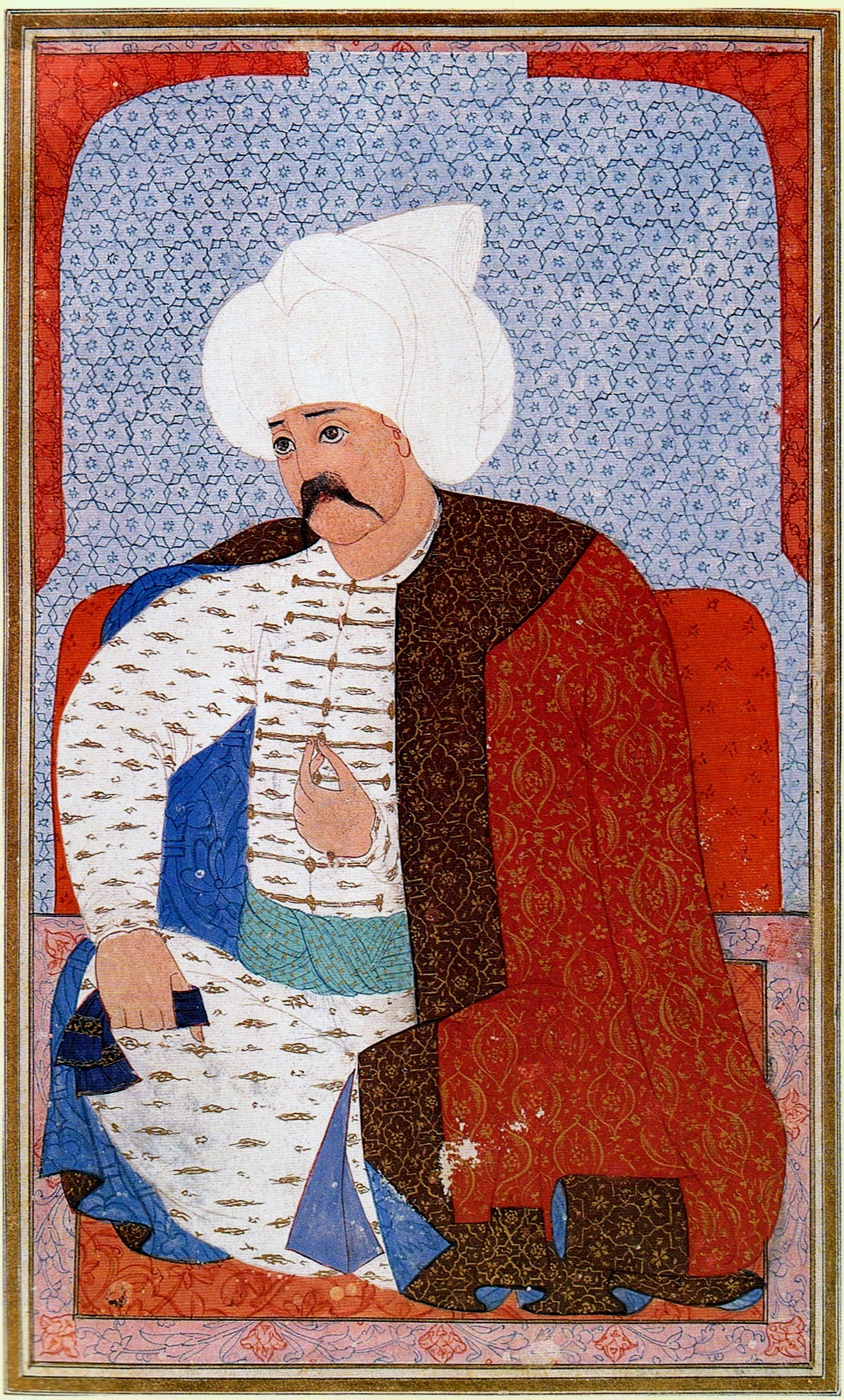
„Dennoch möchte ich, dass man ein Bild von mir nach Art der fränkischen Meister anfertigt“, hatte der Sultan dann geäußert. „Jenes Bild muss zwischen den Seiten eines Buches verborgen sein. Und du wirst mir sagen, wie ein solches Buch beschaffen sein soll.“ (S. 151)
Porträt Selims I. aus dem Şemāʾil-nāme von Nakkaş Osman.

Der Roman spielt im osmanischen Istanbul im Jahre 1591. Der Miniaturmaler Fein Efendi, ein begabter Ornamentierer in der Malerwerkstatt des Sultanshofes, wird tot am Grund eines trockenen Brunnens aufgefunden. Fein arbeitete mit seinen drei Kollegen Velican („Olive“), Hasan Celibi („Schmetterling“) und Musavvir Mustafa („Storch“) an einem geheimen illuminierten Buch für den Sultan (Murad III.). Das Buch soll bis zur Jahrtausendwende der Hidschra fertiggestellt werden und der Welt zeigen, dass die Hofwerkstatt des Sultans auch die westlichen Methoden der Malerei beherrsche. Dieses Projekt, das vom „Oheim“ geleitet wird, ist äußerst umstritten, da es die „fränkischen“, also westlichen, Renaissancemethoden der Perspektive und Porträtzeichnung übernimmt. Es gilt als Zeichen mangelnder künstlerischer Meisterschaft und Respektlosigkeit gegenüber seinen Lehrern, von der traditionellen Malerei abzuweichen und einen persönlichen Malstil zu entwickeln, oder seine Werke zu signieren. Die Buchmaler fürchten zudem die Angriffe des Predigers Nusret Hodscha, genannt Erzurumi, und seiner Gefolgsleute, da die Verwendung der Perspektive als gotteslästerlich gilt, und die geplante Art der Darstellung dem Bilderverbot im Islam widerspricht.
Währenddessen kehrt Kara Efendi, ein Sekretär im Staatsdienst, nach 12-jährigem Aufenthalt in verschiedenen Städten der Ostprovinzen nach Istanbul zurück, wo seine Jugendliebe Şeküre mit ihren zwei Kindern und der Sklavin Hayriye bei ihrem Vater, dem Oheim Efendi, lebt. Ihr Mann hatte im Osmanisch-Safawidischen Krieg gekämpft und ist seit vier Jahren verschollen. Im Haus ihres Schwiegervaters war sie von ihrem Schwager Hasan bedrängt worden, seine Geliebte zu werden. Der Oheim bietet dem Neffen die Mitarbeit an der Textfassung des Buches an. Kara nimmt den Auftrag an, um Şeküre nahe zu sein. Heimlich tauschen sie Botschaften durch die Hausiererin Ester aus und treffen einander im verlassenen „Haus des gehenkten Juden“. Während einer solchen Begegnung wird der Oheim erschlagen und die letzte Seite des Buches geraubt. Şeküre ist nun schutzlos und müsste mit ihren Kindern ins Haus des Schwiegervaters zurückkehren. Um dem zu entgehen und die Zustimmung ihres Vaters zu einer Ehe mit ihrem Cousin vorzutäuschen, vertuscht Şeküre seinen Tod für einige Tage. Kara lässt ihren vermissten  Mann für tot erklären, sie heiraten und geben danach den Todesfall bekannt.
Der Sultan ist verärgert über die Geschehnisse und lässt die Wohnungen der als Täter verdächtigten Buchmaler durchsuchen, jedoch ohne Ergebnis. Er gibt Kara und Altmeister Osman, dem Ersten Illustrator, drei Tage Zeit, um den Mörder zu finden und den Fall zu lösen, andernfalls droht den Künstlern die Folter.
Sie beginnen Untersuchungen und dürfen sogar in die Schatzkammer des Sultanspalasts, um durch vergleichende Stilanalysen der alten Vorlagen der Maler nach Indizien zu suchen, denn bei dem toten Fein wurde eine Pferdezeichnung entdeckt, die vom Täter stammen könnte. Jedoch ist der alte Meister nicht sonderlich an der Lösung des Falls interessiert, stellt schließlich aber doch zutreffende Vermutungen an. Er ist immer noch verärgert, dass der Sultan den Oheim das Buch nach westlicher Methode anfertigen ließ, und ist über den Verrat seiner Schüler enttäuscht. Als er die Nadel entdeckt, mit der sich der persische Miniaturenmaler Behzād einst das Augenlicht genommen hatte, blendet er sich selbst damit und verweigert sich somit der neuen Zeit. Ebenso versuchte sich sein Vorbild den Aufträgen neuer Herrscher zu entziehen und in einer Innenschau im „reine[n] Dunkel“ der „Blickweise Allahs auf die Welt“ (S. 436) näherzukommen.
Als Kara nach der Nacht in der Schatzkammer am nächsten Tag nach Hause zurückkehrt, stellt er fest, dass Şeküre in ihrer Angst vor einem Überfall das Haus verlassen hat und zu ihrem Schwiegervater gegangen ist. Mit ein paar Männern belagert er dessen Haus und drängt so Şeküre, ihm zu folgen. Auf dem Heimweg werden sie Zeuge, wie fanatische Anhänger des Predigers ein Kaffeehaus demolieren und einen Märchenerzähler töten. Unter den Gästen sieht Kara den Maler „Schmetterling“, folgt ihm und durchsucht erfolglos dessen Haus. So gehen beide zu „Storch“. Als sie bei ihm nicht fündig werden, suchen sie „Olive“ in seinem Versteck im Derwischkonvent auf. Eine Befragung scheint seine von ihm beteuerte Unschuld zu bestätigen. Erst als Kara und die Illustratoren ihn niederringen und in einem Gerangel seine Augen ausstechen, gibt er sich als zweifacher Mörder und Dieb der letzten Buchseite zu erkennen.
„Olive“ rechtfertigt sich: Mit dem Mord an Fein Efendi wollte er verhindern, dass dieser zum Hassprediger Hodscha geht und so die Buchillustratoren in Gefahr bringt. Nachdem er dem Oheim seine Tat gebeichtet hatte, tötete er den alten Mann wegen „seiner Überheblichkeit“ und seines Geheimspiels mit den Malern. Um sich zu befreien, fällt „Olive“ Kara mit einem Messer an, verletzt diesen schwer und kann fliehen. Er gibt sich dem Traum einer erfolgreichen Zukunft in Indien hin und macht sich auf den Weg zum Hafen. Doch bevor er das Land verlässt, will er zum letzten Mal die Buchmalerwerkstatt sehen. Dort lauert ihm der eifersüchtige Hasan auf, hält ihn für einen der Gefährten seines Rivalen Kara und rächt sich für die entgangene Chance, seine Schwägerin für sich zu gewinnen, indem er „Olive“ mit einem Schwerthieb köpft.
Kara kehrt verwundet nach Hause zurück und wird von Şeküre gepflegt. Er erholt sich und arbeitet bis zu seinem Tod 26 Jahre als Beamter des Sultans. Das Buch des Oheims wird nicht fertiggestellt, denn ein neuer Sultan (Mehmed III.) kommt an die Macht und die Buchmalerwerkstätte verliert an Bedeutung. Die Maler verlassen die Stadt und die Ära der Istanbuler Buchillustration kommt zu einem vorläufigen Ende.

## Aufbau und Technik
In 59 Kapiteln erzählen zwei Protagonisten, verschiedene Nebencharaktere und sogar vom Meddah gemalte Figuren und Gegenstände die Geschichte. Immer wieder spricht der Roman aus ungewöhnlichen Perspektiven: aus der Sicht Satans, des Todes, der Farbe Rot. Sowohl der Täter als auch die Mordopfer kommen im Roman zu Wort.
Diesem Aufbau fügt der Autor eine vermeintlich triviale Liebes- und Kriminalgeschichte hinzu. Zudem lässt er den Leser in das Istanbul des 16. Jahrhunderts eintauchen: im Stile eines Künstlerromans schreibt er detailliert über die Atmosphäre der Werkstätten, die Wirkung der Miniaturbilder und die Geschichte der osmanischen Buchillustration. Pamuks Roman erzählt vom Geschäfts-, Familien- und Hofleben und zeichnet ein Bild der Gesellschaftsstruktur und des Alltagslebens jener Zeit. Es fügen sich Fabeln und Allegorien ein, die meist aus der Welt der Buchillustration stammen. Häufig handeln die Fabeln von Behzat, dem großen Vorbild der Buchmaler.
„Rot ist mein Name“ erinnert deswegen an eine Collage. Pamuk verwendet keine einheitliche Erzählperspektive, sondern lässt seine Figuren subjektiv sprechen und die Erzählsituationen stetig wechseln. Der Roman verhindert durch inhaltliche Querverweise, dass sich das komplexe Schema des Buches in den zahlreichen Handlungen und Perspektiven verliert.

## Interpretationsansätze
Der Roman spielt zwar im 16. Jahrhundert, bezieht sich aber auf die Moderne und kommentiert das Zeitgeschehen in der Türkei.
Mit dem Konflikt der Malerschule, die sich zwischen der traditionellen und modernen Malweise entwickelt, wird ein Abbild der modernen türkischen Gesellschaft gezeichnet. Es ist ein Glaubenskonflikt zwischen östlicher Tradition und westlicher Moderne. Der Oheim bewundert die Kunst der Renaissance, die in dieser Epoche ihre Blüte erlebt: auf den Bildern der italienischen Meister seien die Augen nicht „einfach runde Löcher“, sondern würden das „Licht wie ein Spiegel zurückwerfen“. Die Lippen seien „kein Spalt auf der papiernen Fläche des Gesichts, sondern ein jeweils anders rotgetönter Knoten der Bedeutungen, der im Straffen und Entspannen all unsere Freude und Trauer, unserer Seelensprache Ausdruck verleiht“ (Kap. 26, S. 187). Er bewundert die individuelle Gestaltung der Figuren, weil jeder Betrachter sich selbst als einzigartige Persönlichkeit gemalt sehen möchte. Aber der Oheim weiß auch, dass strenggläubige Muslime in einer naturgetreuen und perspektivischen Darstellung eine Vergötterung des Menschen und damit einen Verstoß gegen die Religion sehen: da es allein Allah sei, „der das Nichtseiende ins Sein ruft, der das Leblose belebt“ (Kap. 28, S. 216). Er befürchtet, dass die Imitation des Stils dazu führen könne, dass die alten Bücher mit ihren Bildseiten nicht mehr geschätzt werden. Die orientalische Tradition der Buchmalerei könne in Vergessenheit geraten. Schließlich gelingt es den osmanischen Malern im Roman nicht, den importierten westlichen Stil und die traditionelle Malweise überzeugend zu vereinen. Sie berufen sich weiterhin auf ihre traditionellen Werte und lehnen westliche Einflüsse ab.

## Rezensionen
Der Roman wurde in der Kritik positiv aufgenommen. Hans-Peter Kunisch (Die Zeit) lobt die „elegante“ und „postmoderne Erzählhaltung“ sowie seine „Offenheit für Politik“. Ernst Osterkamp von der Frankfurter Allgemeinen Zeitung spricht von einem „Meisterwerk des polyperspektivischen Erzählens“ und lobt die gute Arbeit der Übersetzerin. Christoph Bartmann (Süddeutsche Zeitung) sagt, dass der Türkei mit diesem Roman die „Aufnahme in den Kosmos des europäischen Romans“ gelungen sei. Dem „Wortmaler Orhan Pamuk“, so schreibt er weiter, sei ein Porträt von einem Land gelungen, das „mit einem Bein im Okzident und mit dem anderen im Orient“ steht.